# Episodi di Mr. Cooper (quarta stagione)
La quarta stagione della serie televisiva Mr. Cooper è stata trasmessa in anteprima negli Stati Uniti d'America dalla ABC tra il 22 settembre 1995 e il 10 maggio 1996.
| nº | Titolo originale          | Titolo italiano | Prima TV USA      | Prima TV Italia |
| -- | ------------------------- | --------------- | ----------------- | --------------- |
| 1  | Together Again            |                 | 22 settembre 1995 |                 |
| 2  | A Matter of Principal     |                 | 29 settembre 1995 |                 |
| 3  | R.O.T.C.                  |                 | 13 ottobre 1995   |                 |
| 4  | E.R.                      |                 | 20 ottobre 1995   |                 |
| 5  | Halloween                 |                 | 27 ottobre 1995   |                 |
| 6  | Ghost in the Machine      |                 | 3 novembre 1995   |                 |
| 7  | Waterworld                |                 | 10 novembre 1995  |                 |
| 8  | I Remember Grandpa        |                 | 17 novembre 1995  |                 |
| 9  | R.E.S.P.E.C.T.            |                 | 1º dicembre 1995  |                 |
| 10 | The Great Pretender       |                 | 8 dicembre 1995   |                 |
| 11 | Christmas '95             |                 | 15 dicembre 1995  |                 |
| 12 | Increase the Peace        |                 | 5 gennaio 1996    |                 |
| 13 | Robo Golf                 |                 | 12 gennaio 1996   |                 |
| 14 | Coach Counselor           |                 | 19 gennaio 1996   |                 |
| 15 | Talent Show               |                 | 2 febbraio 1996   |                 |
| 16 | Globetrotters             |                 | 9 febbraio 1996   |                 |
| 17 | Rivals                    |                 | 16 febbraio 1996  |                 |
| 18 | The Curse                 |                 | 23 febbraio 1996  |                 |
| 19 | Grumpy Old Man            |                 | 8 marzo 1996      |                 |
| 20 | True Confessions          |                 | 26 aprile 1996    |                 |
| 21 | Breaking Up Is Hard to Do |                 | 3 maggio 1996     |                 |
| 22 | Will She or Won't She?    |                 | 10 maggio 1996    |                 |